# Экклстоун, Петра
Пе́тра Экклсто́ун (англ. Ecclestone; 19 декабря 1988, Лондон, Англия, Великобритания) — британская фотомодель и модельер.

## Биография
Родилась в декабре 1988 года в Лондоне (Англия, Великобритания) в семье бизнесмена Берни Экклстоуна (род. 1930) и фотомодели Славицы Экклстоун (род. 1958), которые были женаты в 1985—2009 годы. У Петры есть старшая сестра — Тамара Экклстоун (род. 1984), а также старшая единокровная сестра от первого брака отца с Айви Бэмфорд — Дебора Экклстоун (род. 1955).

## Личная жизнь
В 2011—2017 годы была замужем за бизнесменом Джеймсом Стантом. У супругов есть трое детей: дочь Лавиния Стант (род. в феврале 2013) и сыновья-близнецы Джеймс Роберт Фредерик Стант — младший и Эндрю Калбир Стант (род. в апреле 2015).
С 2017 года состоит в отношениях с Сэмом Палмером. В декабре 2018 года пара обручилась. В марте 2020 года у пары родилась дочь Минни.